# Benjamin Proyer
Benjamin Proyer (* 9. April 1991 in Bochum) ist ein deutscher Eishockeyspieler, der momentan für den EHC Dortmund in der Oberliga spielt.

## Karriere
Proyer begann seine Karriere im Nachwuchs des Herner EV.2003 wechselte er in den Nachwuchs vom EHC Dortmund. Ab der Saison 2006/07 stand der Flügelstürmer im Kader der Juniorenmannschaft des Krefelder EV, mit der er in der Deutschen Nachwuchsliga aktiv war. Nachdem der Rechtsschütze in seiner ersten Saison in 39 Partien lediglich sechs Scorerpunkte erzielen konnte, steigerte er in den folgenden Jahren kontinuierlich seine Punktausbeute. So erzielte Proyer in den folgenden Spielzeiten jeweils mehr als 25 Punkte.
Während der Saison 2008/09 nominierte ihn der damalige Krefelder Trainer Igor Pawlow für die Profimannschaft des KEV. Proyer absolvierte in der Folgezeit 14 DEL-Spiele für die Krefeld Pinguine. Im Sommer 2009 unterschrieb der Rechtsschütze einen Vertrag beim Oberligisten EHC Dortmund.

## Karrierestatistik
| 2006/07    | Krefelder EV     | DNL        | 39  | 2  | 1  | 3  | 6  | – | – | – | – | – |
| 2007/08    | Krefelder EV     | DNL        | 33  | 11 | 14 | 25 | 43 | 4 | 1 | 2 | 3 | 4 |
| 2008/09    | Krefelder EV     | DNL        | 33  | 10 | 16 | 26 | 24 | – | – | – | – | – |
| 2008/09    | Krefeld Pinguine | DEL        | 14  | 0  | 0  | 0  | 2  | – | – | – | – | – |
| 2009/10    | EHC Dortmund     | OL         |     |    |    |    |    |   |   |   |   |   |
| DNL gesamt | DNL gesamt       | DNL gesamt | 105 | 23 | 31 | 54 | 73 | 4 | 1 | 2 | 3 | 4 |
| DEL gesamt | DEL gesamt       | DEL gesamt | 14  | 0  | 0  | 0  | 2  | – | – | – | – | – |

(Legende zur Spielerstatistik: Sp oder GP = absolvierte Spiele; T oder G = erzielte Tore; V oder A = erzielte Assists; Pkt oder Pts = erzielte Scorerpunkte; SM oder PIM = erhaltene Strafminuten; +/− = Plus/Minus-Bilanz; PP = erzielte Überzahltore; SH = erzielte Unterzahltore; GW = erzielte Siegtore; 1 Play-downs/Relegation; Kursiv: Statistik nicht vollständig)